# Pheidole atua
Pheidole atua är en myrart som beskrevs av Wilson och Taylor 1967. Pheidole atua ingår i släktet Pheidole och familjen myror. Inga underarter finns listade i Catalogue of Life.